# Nycke Groot
Cornelia Nycke Groot, född 4 maj 1988 i Alkmaar, är en tidigare nederländsk handbollsspelare (mittnia). Mellan 2004 och 2019 spelade hon 141 landskamper och gjorde 439 mål för Nederländernas landslag.

## Klubbkarriär
Klubbkarriären i Danmark inledde Nykke Groot i Team Tvis Holstebro där hon spelade 2006 och sedan i fem år. Klubben var ingen toppklubb och med TTH vann hon inga större meriter. 2011 till 2015 spelade hon för FC Midtjylland Håndbold och vann två danska mästerskap och Cupvinnarcupen 2015. Sen bytte hon till att spela i ungerska stjärnlaget Győri ETO KC. Från 2015 till 2019 vann hon fyra ungerska mästerskap och tre titlar i Champions League. 2019 lämnade hon klubben för att återkomma till danska ligan. Hon spelade då för Odense i två säsonger, innan hon meddelade att hon avslutar även sin klubbkarriär.

### Landslagskarriär
Nykke Groot har spelat 141 landskamper och gjort 439 mål för Nederländernas landslag sedan hon debuterade den 3 december 2004 mot Norge knappt 17 år gammal. I januari 2019 meddelade hon att hon slutar i landslaget för att vila kroppen och förlänga sin karriär inom klubbhandbollen. I landslaget var hon med och tog VM-silver 2015 och VM-brons 2017 samt EM-silver 2016 och EM-brons 2018. Individuellt har hon blivit utsedd till MVP i EM 2016 i Sverige där hon också var med som mittnia i all star team. Hon spelade också i OS 2016 för Nederländerna och kom på fjärde plats efter att ha förlorat semifinalen mot Frankrike och bronsmatchen mot Norge.
År 2021 kom hon tillbaka till landslaget, för att spela OS 2020 i Tokyo.

## Klubbar
- SV Koedijk (–2001)
- Kolping  (2001–2003)
- Zeeman Vastgoed SEW (–2006)
- Team Tvis Holstebro (2006–2011)
- FC Midtjylland Håndbold (2011–2015)
- Győri ETO KC (2015–2019)
- Odense Håndbold (2019–2021)

## Meriter

### Med landslaget
- VM-silver 2015 i Danmark
- EM-silver 2016 i Sverige
- VM-brons 2017 i Tyskland
- EM-brons 2018 i Frankrike

### Med klubblag
- Champions League-mästare tre gånger (2017, 2018 och 2019) med Győri ETO KC
- Cupvinnarcupmästare 2015 med FC Midtjylland
- Dansk mästare (2013 och 2015) med FC Midtjylland, (2021) med Odense Håndbold
- Dansk cupmästare (2012 och 2014) med FC Midtjylland, (2020) med Odense Håndbold
- Ungersk mästare (2016, 2017, 2018 och 2019) med Győri ETO KC
- Ungersk cupmästare (2016, 2018, 2019) med Győri ETO KC